# Lindesbergs kyrka
Lindesbergs kyrka är en kyrkobyggnad i Lindesberg i Västerås stift. Den var församlingskyrka i Lindesbergs församling fram till 2010 då församlingen uppgick i Linde bergslags församling.

## Kyrkobyggnaden
Kyrkans ursprungliga del är mittskeppet som uppfördes på 1300-talet. Sin nuvarande storlek fick kyrkan efter breddning 1658 då kyrkorummet blev kvadratiskt. 1683 var tornet färdigbyggt men ödelades fem år senare i en brand. 1733 reparerades tornet och taket. Kyrkan byggdes åter om 1791, för att sedan nästan helt förstöras under stadsbranden 1869. En motion av riksdagsmännen Richard Ehrenborg och Olof Nordenfeldt om ett lån ur statskassa för ett återuppbygge av kyrkan och allmänna byggnader nekades av Riksdagen. Bergs- och stadsförsamlingarna beslöt då vid ett kyrkomöte lördagen 23 april 1870 att själva komma igång med ett komplett bygge av kyrkan med tillägg av en sakristia. Kontrakt uppgjordes med byggmästare och arkitekt Carl Lundmark, Örebro. Kyrkans nuvarande utseende stammar i princip helt från den åtföljande återuppbyggnaden, för vilken Karl Lundmark utformade ritningarna, som blev färdig 1872. En ombyggnad genomfördes åren 1920-1922 då kyrkan försågs med säteritak och hög tornspira, vilket den även hade före branden. Blekingekonstnären Gunnar Torhamn gjorde glasmålningarna i kyrkan 1929-1932. En invändig renovering genomfördes åren 1976-1977 under ledning av arkitekt Jerk Alton.

## Inventarier
- Nuvarande predikstol är tillverkad av fabrikör Heldenstedt i Örebro och tillkom vid återuppbyggnaden 1870-1872.
- En dopängel av gips är tillverkad 1891 av bildhuggare Oskar Borg i Stockholm. Dopängeln är en kopia av Bertel Thorvaldsens dopängel i Vårfrukyrkan i Köpenhamn.
- En dopfunt av gotländsk kalksten tillkom vid renoveringen 1976-1977.

### Orgel
- Kyrkan fick sin första orgel 1662.
- 1693 fanns en orgel i kyrkan.
- 1731-1736 renoverades orgeln av Daniel Stråhle och fick 17 stämmor, en manual och pedal. Han byggde bland annat till en ny pedal för 2400 daler. 1755 reparerades orgeln av Jonas Gren och Petter Stråhle, Stockholm för 1500 daler. De satte även i stämman Vox virginea. Orgeln förstördes i en brand 1869.

| Huvudverk           | Pedal        | Koppel |
| Kvintadena 16'      | Subbas 16'   |        |
| Principal 8'        | Principal 8' |        |
| Gedackt 8'          | Oktava 4'    |        |
| Oktava 4'           | Basun 16'    |        |
| Gedackt 4' B        | Trumpet 8'   |        |
| Oktava 2'           | Trumpet 4'   |        |
| Sesquialtera 2 chor |              |        |
| Scharf 3 chor       |              |        |
| Trumpet 8'          |              |        |
| Vox virginea        |              |        |
| Tremulant           |              |        |

- 1871 byggde Erik Adolf Setterquist, Örebro en orgel med 18 stämmor. Den utökades och omändrades 1914 och 1945 av A Magnussons Orgelbyggeri AB, Göteborg till 28 stämmor.
- Den nuvarande orgeln byggdes 1979 av John Grönvall Orgelbyggeri, Lilla Edet. Orgeln har mekanisk traktur och elektrisk registratur. Den har även fria kombinationer.

| Huvudverk I    | Svällverk II       | Pedal              | Koppel |
| Principal 8'   | Borduna 16'        | Subbas 16´         | I/P    |
| Gedackt 8'     | Principal 8'       | Principalbas 8'    | II/P   |
| Gamba 8'       | Rörflöjt 8'        | Gedackt 8'         | II/I   |
| Oktava 4'      | Salicional 8'      | Koralbas 4'        |        |
| Spetsflöjt 4'  | Vox celeste 8'     | Rauschkvint 2 2/3' |        |
| Kvinta 2 2/3'  | Gemshorn 4'        | Basun 16'          |        |
| Oktava 2'      | Flöjt oktaviant 4' | Trumpet 8'         |        |
| Cornett 3 chor | Blockflöjt 2'      |                    |        |
| Mixtur 4 chor  | Nasat 1 1/3'       |                    |        |
| Corno 8'       | Scharf 3 chor      |                    |        |
|                | Oboe 8'            |                    |        |
|                | Crescendosvällare  |                    |        |

## Bildgalleri

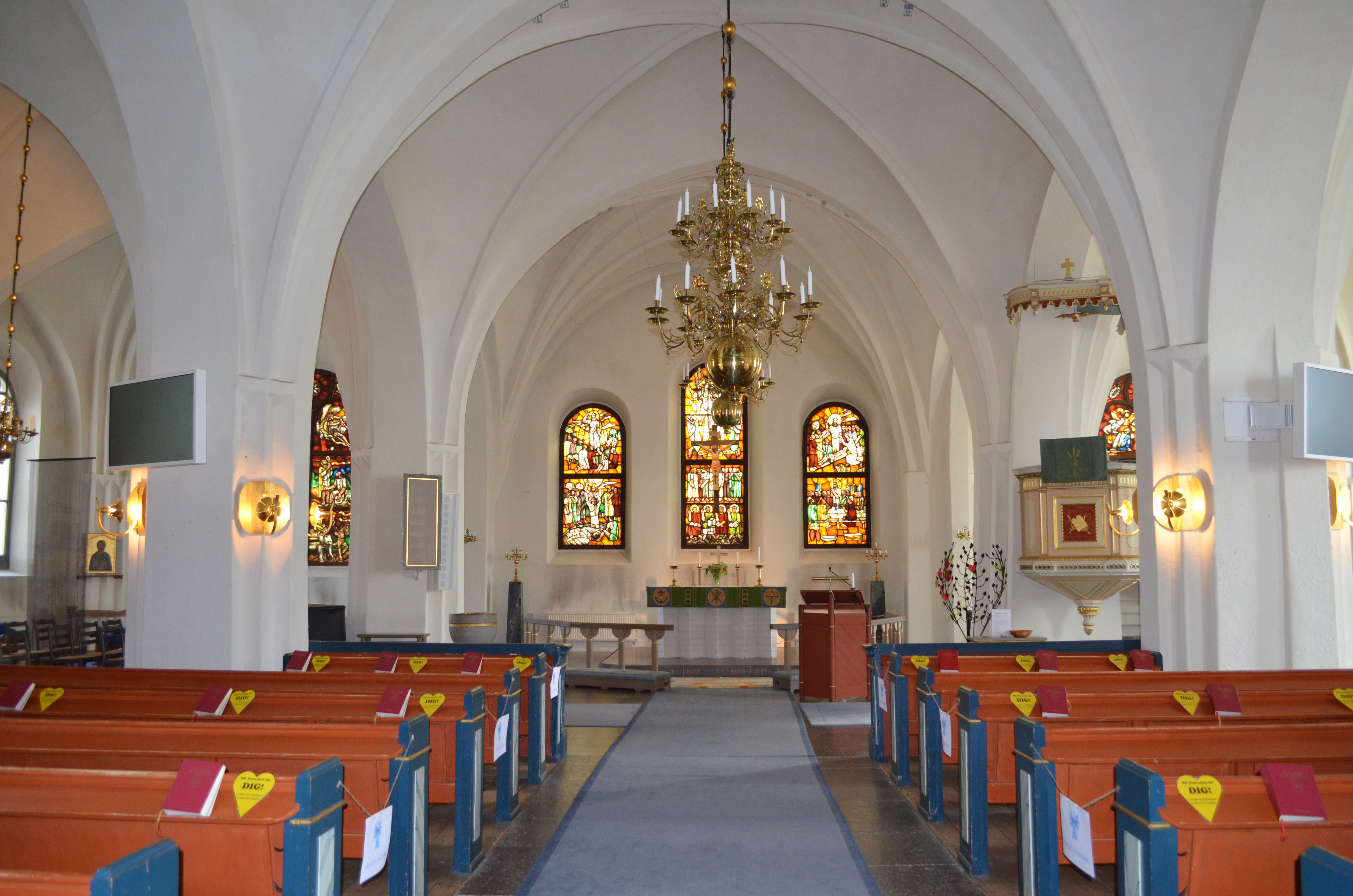
Lindesbergs kyrkas kyrksal
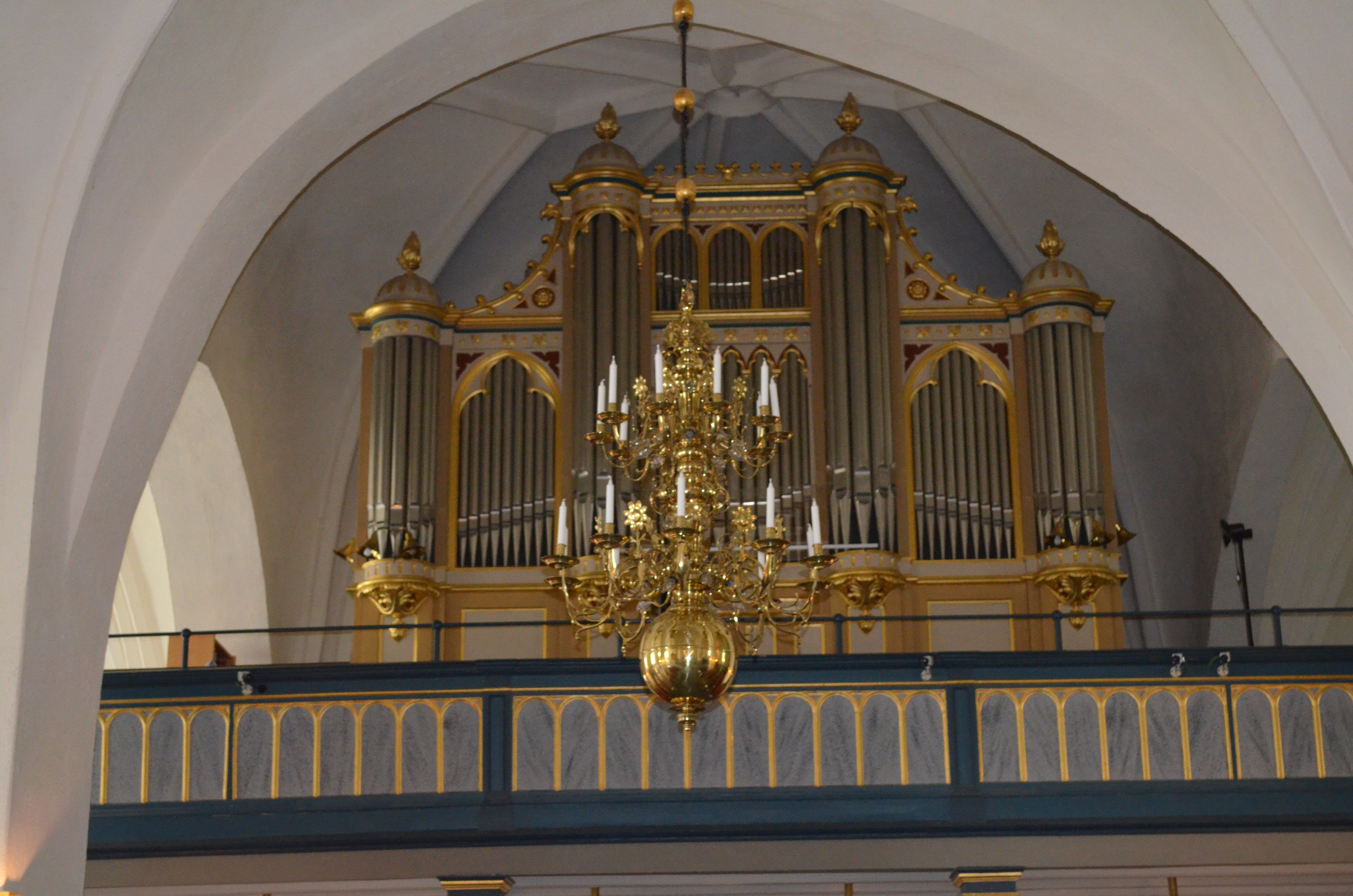
Lindesbergs kyrkas orgelläktare
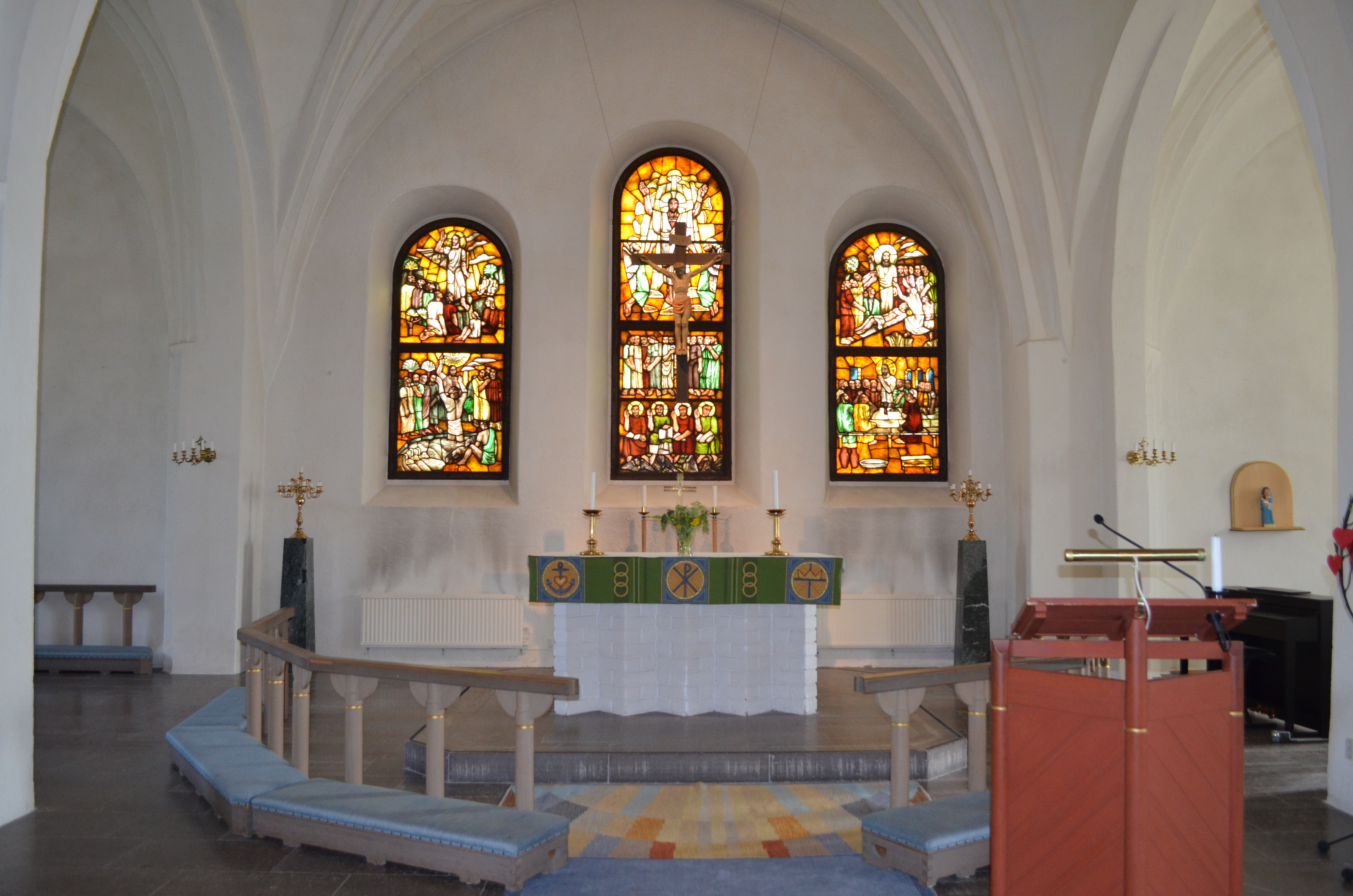
Lindesbergs kyrkas altare
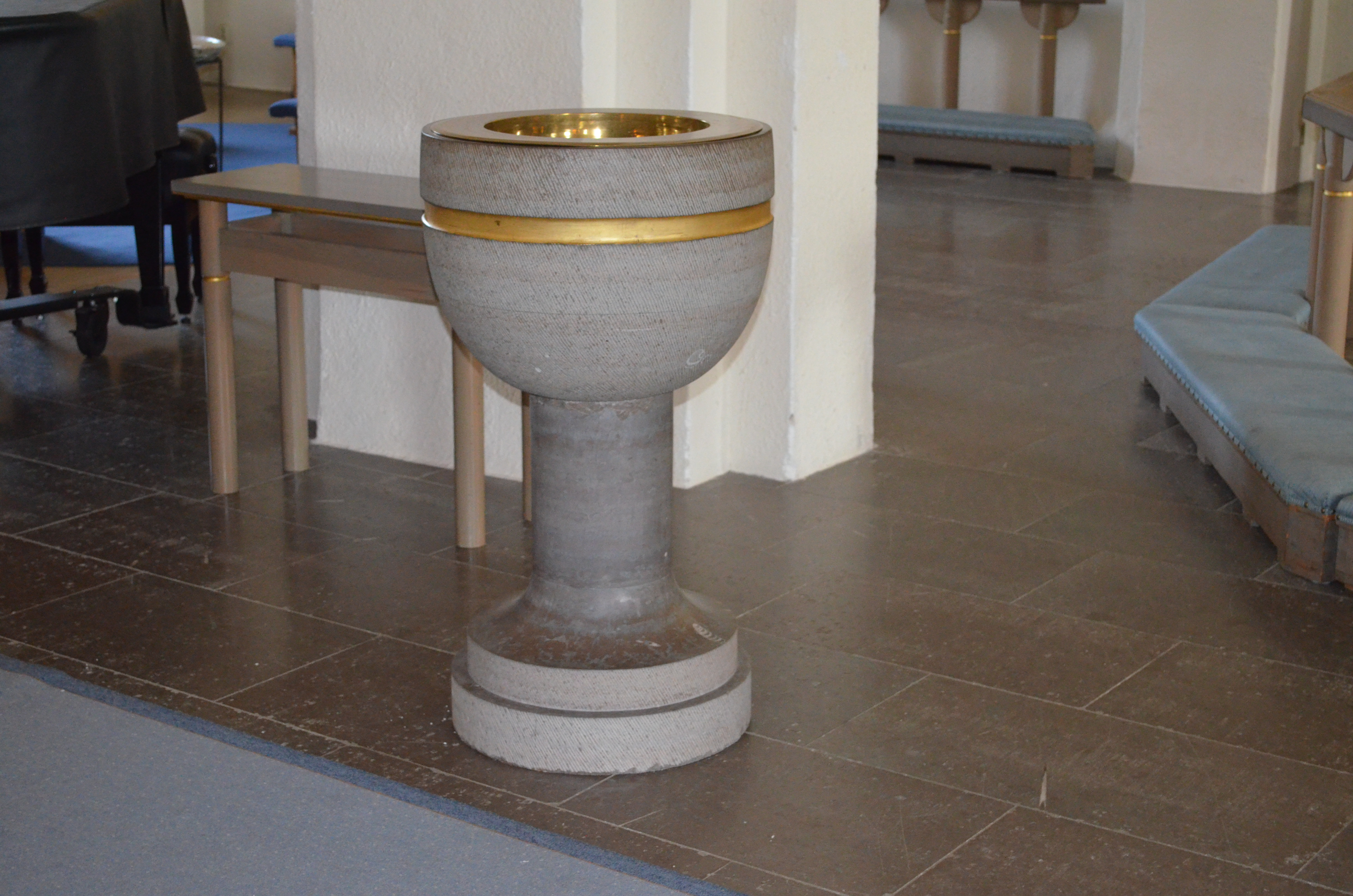
Lindesbergs kyrkas dopfunt
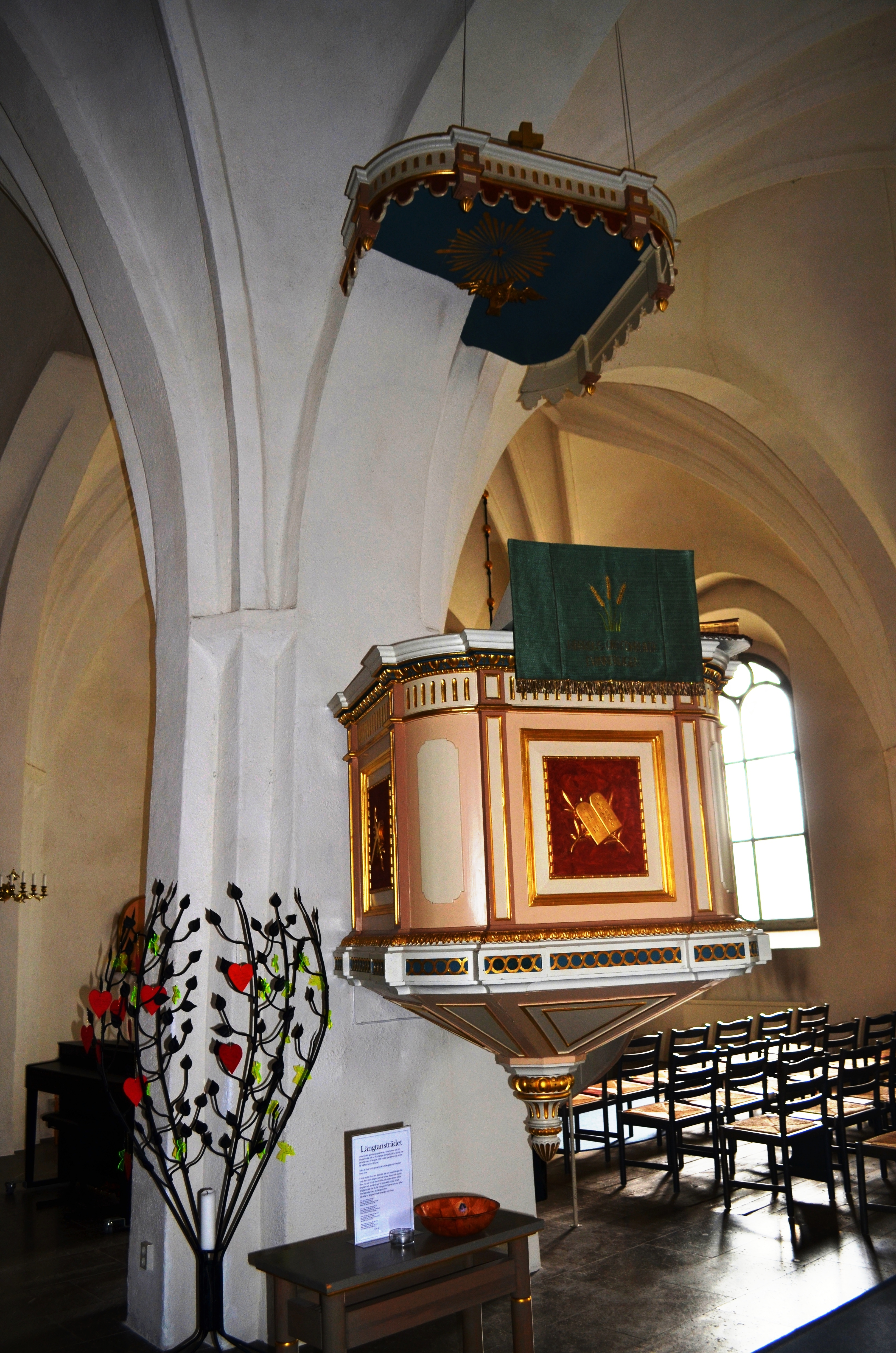
Lindesbergs kyrkas predikstol

### Webbkällor
- Kulturhistorisk karakteristik Lindesbergs kyrka
- byggnadspresentation